# مهدی عسگرخانی
 مهدی عسگرخانی  بازیکن سابق فوتبال ایران است. وی سابقه بازی در تیم‌های شعاع تهران، پرسپولیس تهران و ابومسلم را دارد.
وی سابقه ۱ بازی ملی نیز در کارنامه دارد.